# Boa Aldeia
Boa Aldeia is een plaats (freguesia) in de Portugese gemeente Viseu en telt 589 inwoners (2001).